# Senta Kleger
Senta Kleger (ur. w 1978) – szwajcarska lekkoatletka, młociarka.
Reprezentantka kraju w zawodach pucharu Europy. Trzykrotna mistrzyni Szwajcarii (1996–1998). Pierwsza rekordzistka Szwajcarii w rzucie młotem (49,82 – 7 września 1996, Colombier).